# Нива (Гомельская область)
Нива (бел. Ніва) — посёлок в Коммунаровском сельсовете Буда-Кошелёвского района Гомельской области Белоруссии.

## География

### Расположение
В 25 км от Буда-Кошелёво, 26 км от Гомеля, 3 км от железнодорожной станции Уза (на линии Жлобин — Гомель).

## Транспортная сеть
Транспортные связи по просёлочной дороге, а затем по шоссе Довск — Гомель. Планировка состоит из короткой дугообразной улицы, ориентированной с юго-запада на северо-восток и застроенной двусторонне, деревянными домами усадебного типа.

## История
Основан в начале 1920-х годов переселенцами с соседних деревень на бывших помещичьих землях. В 1926 году хутор, в Ивольском сельсовете Уваровичского района Гомельского округа. В 1929 году жители посёлка вступили в колхоз. В 1959 году в составе межхозяйственного предприятия «Особино» (центр — посёлок Коммунар).

## Население

### Численность
- 2004 год — 5 хозяйств, 11 жителей.

### Динамика
- 1926 год — 1 двор, 8 жителей.
- 1959 год — 118 жителей (согласно переписи).
- 2004 год — 5 хозяйств, 11 жителей.